# Borussianismus

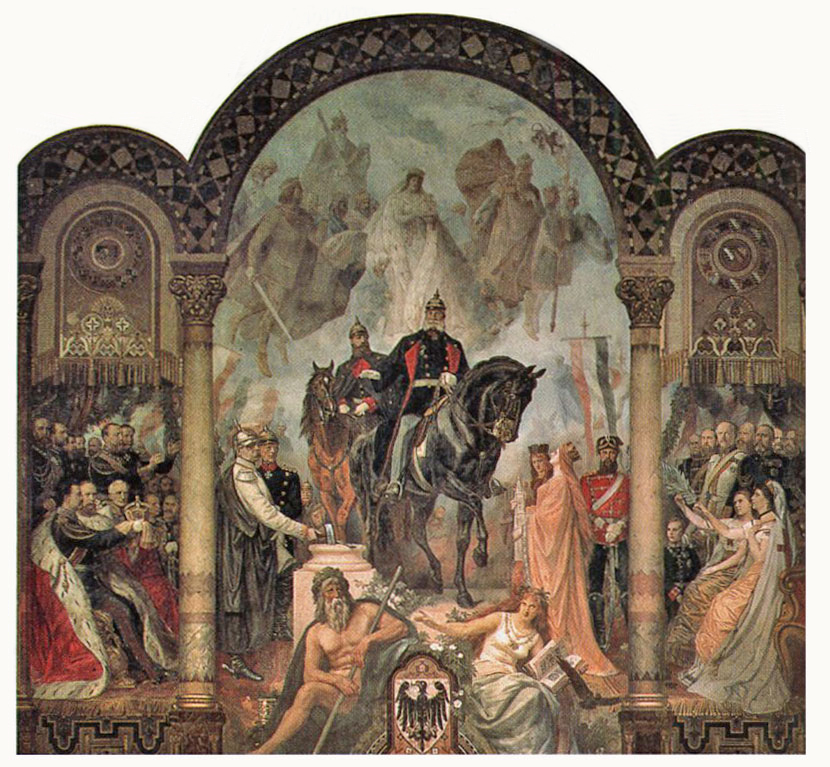
Apotheose der Reichsgründung, zentrales Wandbild des Kaisersaals in Goslar, Hermann Wislicenus, 1880–1882 – glorifizierende Darstellung des „deutschen Berufs“ Preußens und der Hohenzollern

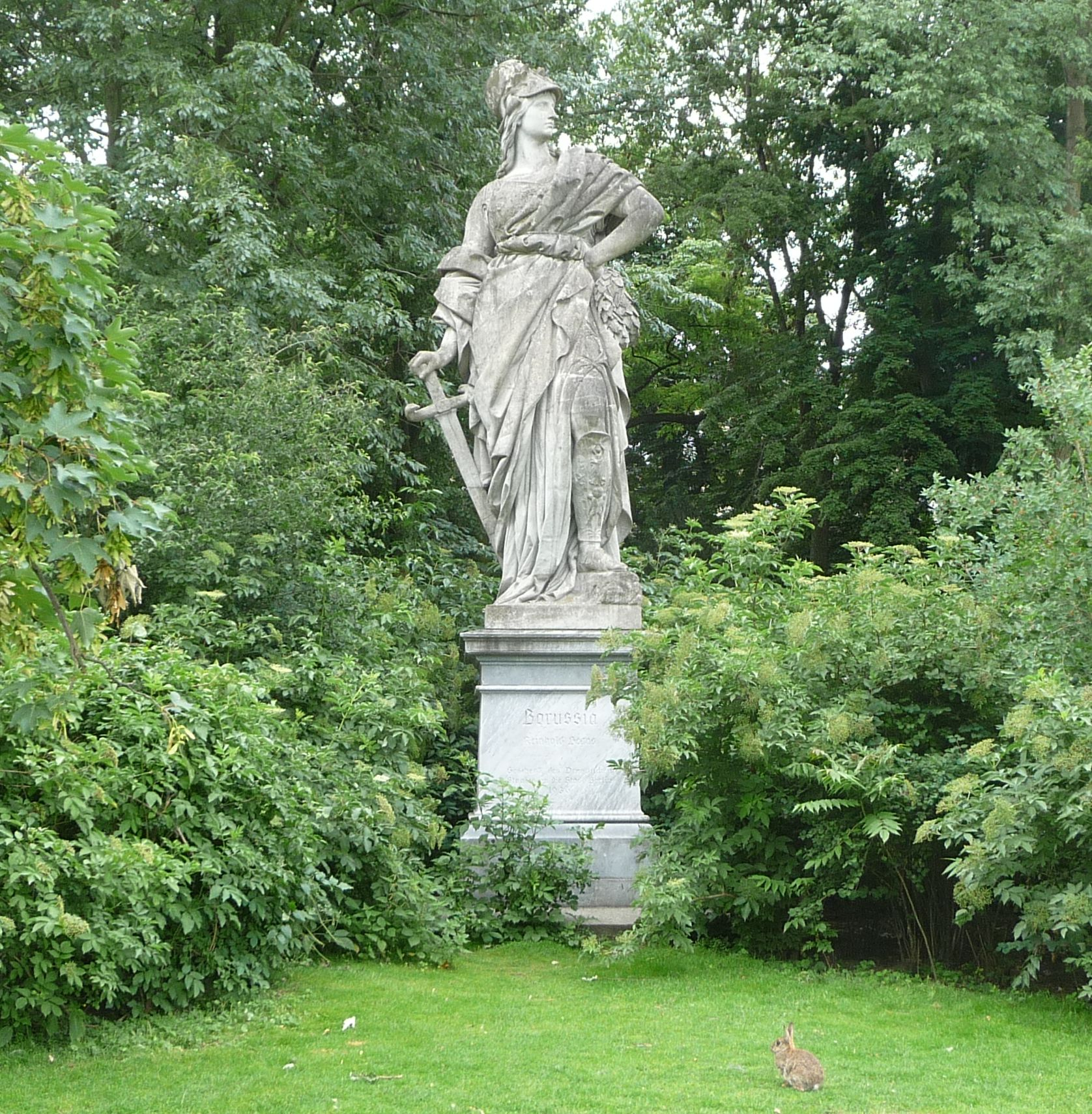
Borussia, 1885, Staatsallegorie Preußens von Reinhold Begas – Die Abbildung zeigt die 1980/1981 angefertigte Kopie im Preußenpark. Das Original von 1885 wurde als Zentrum der Ruhmeshalle geschaffen, 1936 im Preußenpark aufgestellt, 1980 ins Lapidarium transloziert, schließlich in die Zitadelle Spandau geschafft.

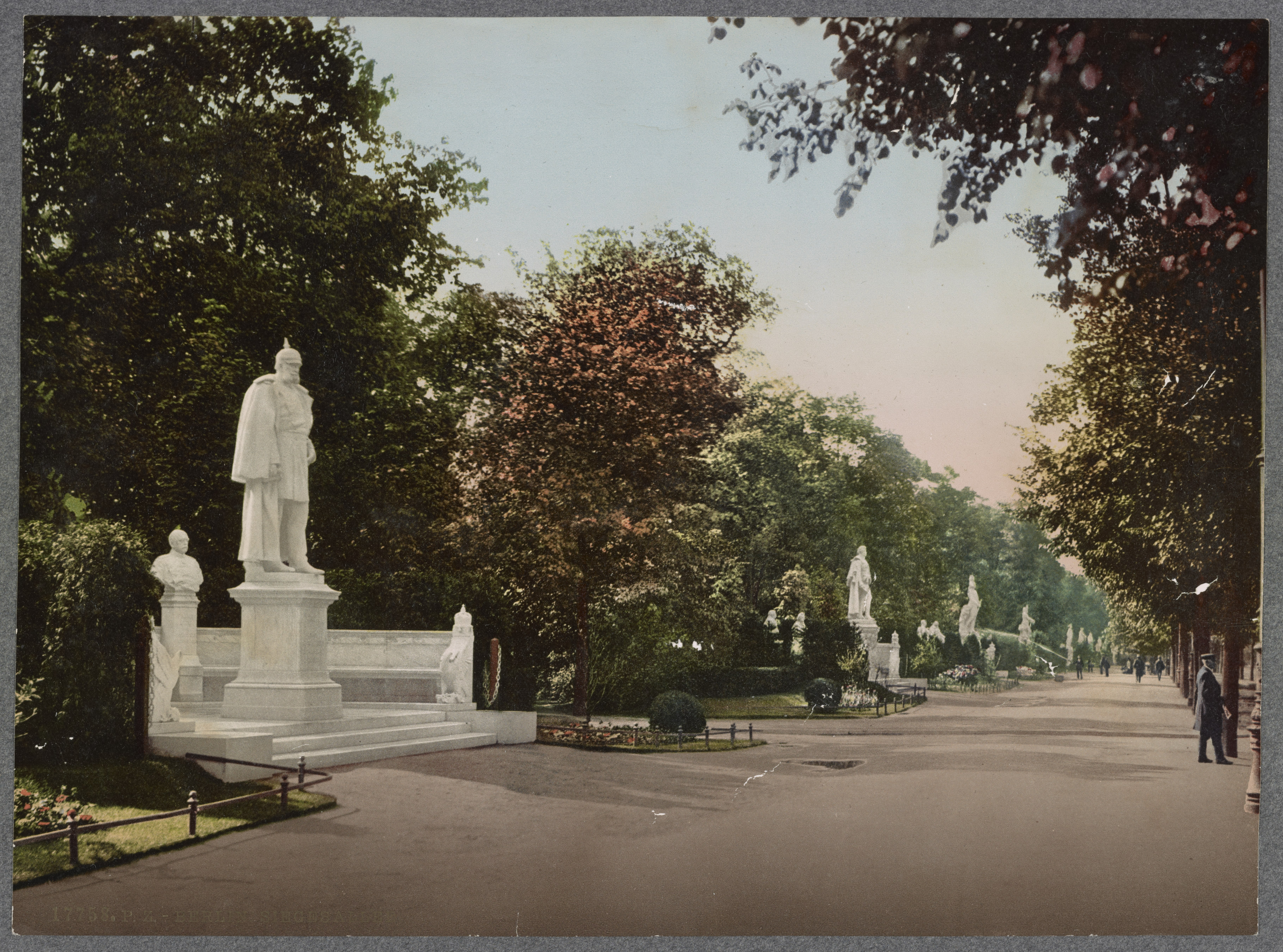
Ansicht der Siegesallee vom Königsplatz, um 1900 – Mit der 1895 in Auftrag gegebenen Siegesallee ließ Kaiser Wilhelm II. im Sinne borussischer Geschichtsauffassung, die seine Herrschaft als notwendiges Ergebnis einer historischen Gesetzmäßigkeit begriff, eine Prachtachse glorifizierender Darstellungen der Hohenzollernherrscher vom Mittelalter bis in Kaiserreich verwirklichen. Die meisten Figuren befinden sich heute in der Zitadelle Spandau.

Borussianismus, abgeleitet von dem neulateinischen Wort Borussia (‚Preußen‘) und dem Namen der preußischen Staatsallegorie Borussia, ist ein von dem Mainzer Erzbischof Wilhelm Emmanuel von Ketteler im Jahr 1867 geprägter politischer Begriff zur Bezeichnung des deterministischen Geschichtsmythos, Preußen habe die historische Mission, Deutschland in ein protestantisch dominiertes Kaiserreich zu führen, und über diesen „deutschen Beruf“ hinaus eine besondere Aufgabe in der Weltpolitik.
Der von Ketteler nach dem Deutschen Krieg in das frühe Kulturkampfmilieu und in den weiteren politischen und historischen Diskurs eingeführte Begriff wandte sich gegen ein entsprechendes, von zeitgenössischen Historikern wie Johann Gustav Droysen, Heinrich von Sybel und Heinrich von Treitschke propagiertes Geschichtsbild, gegen den politischen Mythos einer notwendigen Hegemonie Preußens und gegen die kleindeutsche Lösung der Deutschen Frage.
Als Indizien für Borussianismus wertete Ketteler die Vorstellung einer „Oberherrschaft eines absoluten preußischen Königthums“, die „Glorificirung  des  preußischen Bürokratismus“ und die Idee der „Verbreitung des Protestantismus unter Führung des preußischen Königthums“.
Der Borussianismus prägte das deutsche Meinungsklima im 19. Jahrhundert, insbesondere in den preußisch-deutschen Eliten des deutschen Kaiserreichs. Martin Luther wurde im Rahmen dieser Weltanschauung als Gründerheros stilisiert. Dieser habe – so der Historiker Treitschke – das „sittliche Ideal der Deutschen“ gebildet und durch die Verbindung von Reformation und Sakralisierung des Staates eine Revolution vollzogen, nach der der „Staat selbst eine Ordnung Gottes“ geworden sei. Mit diesem Lutherbild, deutlich ausformuliert 1883 in seiner Rede Luther und die deutsche Nation, beförderte Treitschke den Nationalprotestantismus.
Gegenpositionen zum Borussianismus – gelegentlich als Antiborussianismus oder Antiborussismus bezeichnet – wurden vor allem in der römisch-katholisch, großdeutsch und demokratisch-republikanisch geprägten, österreichischen sowie süd- und westdeutschen Publizistik artikuliert.

## Begriffsgeschichte
Mit einem ähnlichen Begriff, dem Terminus Borussismus, versuchte der katholische Romantiker Karl Rottmanner 1808 in seiner Kritik der Abhandlung Jacobi’s, einer Erwiderung auf Friedrich Heinrich Jacobis Abhandlung Ueber gelehrte Gesellschaften (1807), eine vermeintlich „einseitige Cultur“ zu fassen, durch die sich das „nördliche Teutschland“ vom übrigen abgesondert habe. In seiner Schrift hatte Jacobi, ein im Gelehrtenmilieu Genfs geschulter Denker des Liberalismus und der Aufklärung, die Reformation unter Hinweis auf deren Fortschrittlichkeit und die Rückständigkeit des Katholizismus als „eine die gesammte Menschheit dieser Weltgegend veredelnde, ihren Zustand wahrhaft und allgemeine verbesserende Veränderung“ charakterisiert. Diesbezüglich kritisierte Rottmanner, dass die von Jacobi bezeichnete Kultur „bey all dem einzelnen Guten, das sie geleistet hat, doch im Allgemeinen den Charakter des neuern Protestantismus selbst [trage], d. h. den der Einseitigkeit, der bloßen Verstandesmäßigkeit, des Mangels an höherem Sinn und Leben an sich.“ Sie habe „das muntre frische Leben mit dem todten Mechanismus, den hohen Sinn und das tiefe Gemüth unserer Ahnen mit kalter Verständigkeit vertauscht.“ Das nördliche Deutschland habe „zuerst fremde Sitte nachgeahmt, sich ausländischer Eitelkeit und entnervender Verfeinerung gefallen und die Anhänglichkeit an den alten Glauben, den schlichten natürlichen Sinn seiner Nachbarn auf mannichfaltige Weise mißkannt und verachtet.“
Über die Rolle Preußens innerhalb des Deutschen Bundes und zu dessen gewichtigstem Mitglied, dem Kaisertum Österreich, gab es seit Bestehen dieses Bundes eine anhaltende politische Diskussion, insbesondere dann, wenn die preußisch-österreichische Zusammenarbeit im Bund gestört war. Zur Lösung des Problems wurde eine Reform des Deutschen Bundes erwogen. In der Phase der Deutschen Revolution 1848/1849 stritten sich die verschiedenen politischen Gruppen im Rahmen der deutschen Frage vor allem darüber, ob die deutsche Einheit als großdeutsche Lösung unter Führung Österreichs oder als kleindeutsche Lösung, ohne Österreich und unter preußischer Dominanz, erreicht werden solle. Nur die kleindeutsche Lösung entsprach dem Anspruch einer preußischen Hegemonie in Deutschland, wie er später von einer borussischen Geschichtsschreibung und Publizistik als „deutscher Beruf“ Preußens ausformuliert werden sollte. Heinrich von Gagern, einer der maßgeblichen Politiker dieser Zeit und Befürworter einer preußischen Führungsrolle und einer kleindeutschen Lösung, scheiterte schließlich in dem Versuch, in einer Kaiserdeputation dem preußischen König eine konstitutionelle deutsche Kaiserwürde anzutragen.  
In den frühen 1860er Jahren war der Begriff Borussismus als ein Schlagwort zur polemischen Kennzeichnung eines bestimmten Standpunkts der Historiografie und eines angeblich „den ganzen preußischen Staat und seine Verwaltung von oben bis unten durchdringenden Geist[s]“ im politischen Diskurs geläufig. Beispielsweise wurde der „borussische Geist“ als „eine jener pathologischen Erscheinungen der Psyche“, als „ein dogmatischer [Geist], zum Glauben, zur Unterwerfung unter alle möglichen Autoritäten geneigt, der stets lieber mit dem Strom schwimmt als den fremden Gedanken sich widersetzt“ beschrieben. Bescheinigt wurde dem Borussianismus etwa „die Empfänglichkeit für Ansichten, Ideen, leere Phrasen, sobald sie Mode geworden“, „Formalismus“, „das Kleben am Aeußerlichen und am Schein, die Neigung zum Humbug, zur Charlatanerie, zur Großsprecherei und Großthuerei, kurz jene Eigenthümlichkeiten, welche das preußische Wesen in Deutschland so lächerlich und widerlich gemacht, und welche sich in frappanter Aehnlichkeit im französischen Leben wieder finden.“ Ein Kommentator der in München erscheinenden Zeitung Bayerischer Kurier hielt den Borussianismus in seiner primären Form für „die Ansicht, das Haus Hohenzollern müsse den piemontesischen Schwindel [gemeint ist der Risorgimento] nachahmen und mit oder ohne Beihilfe Bonaparte’s die übrigen deutschen Staaten und Stämme unter seine unmittelbare Herrschaft zu bringen suchen.“ „Spezifisch preußisches, und gänzlicher Mangel an deutschem Nationalgefühl, preußischer Dünkel und französisches Geld“ hätten „diese politische Richtung erzeugt“. Eine prominente Gegenposition zum Borussismus (Anti-Borussismus) nahm 1864 der württembergische Publizist Ludwig Pfau ein, indem er während des Deutsch-Dänischen Kriegs frei nach Cato dem Älteren gar die Auflösung Preußens forderte: „Ceterum censeo Borussiam essere delendam“.

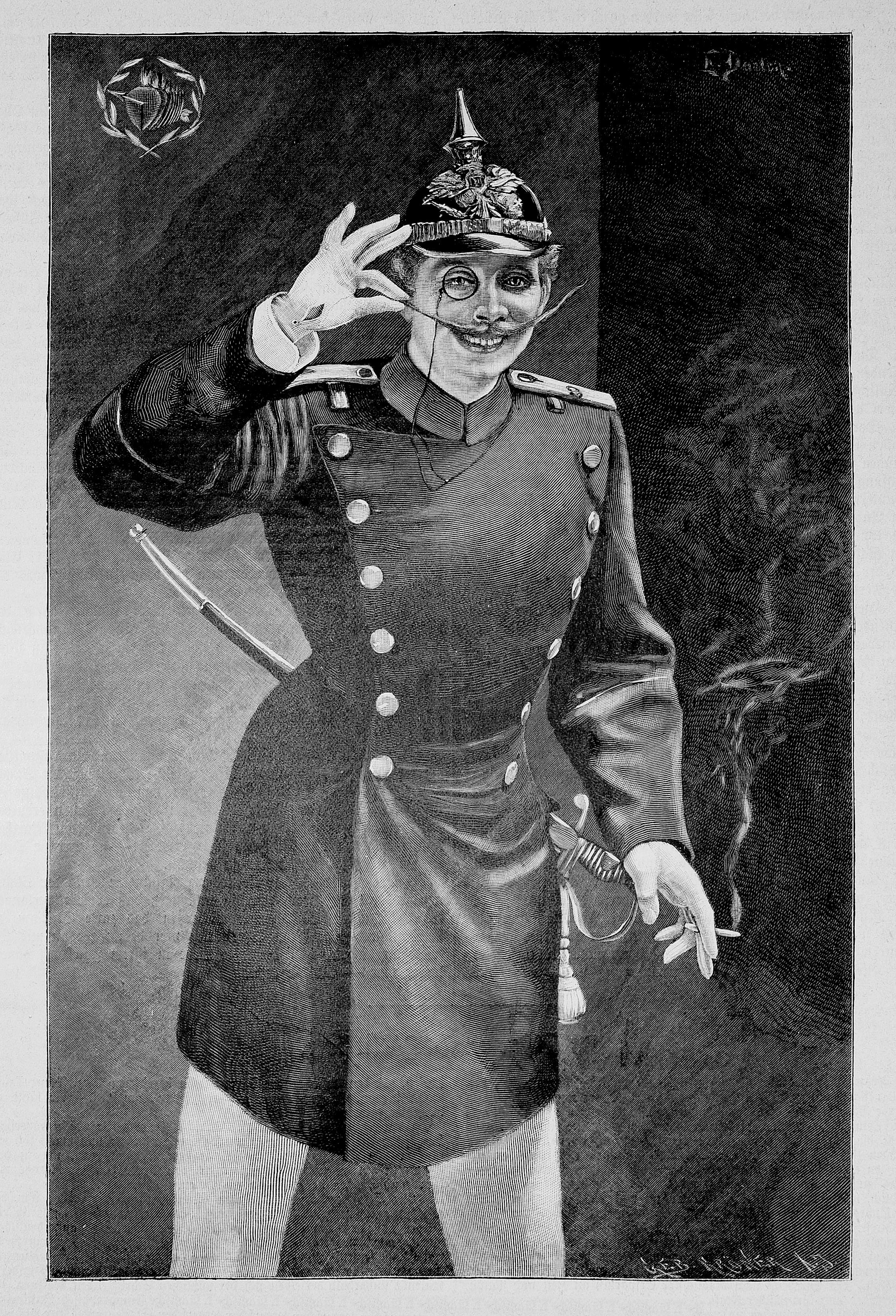
Unwiderstehlich, Illustration eines „schneidigen“ preußischen Offiziers in der Zeitschrift Die Gartenlaube nach einem Gemälde von Eduard Daelen, 1889

In der zweiten Hälfte des 19. Jahrhunderts sprach der Schriftsteller Theodor Fontane ebenfalls vom Borussismus. Kurz nach dem Deutsch-Französischen Krieg schrieb er: „Dieser nationale Enthusiasmus der eigenen Seite, dieser hochgradige Borussismus, dieses ‚Deutschland, Deutschland über alles‘ – das eine wie das andere (die Entwicklung in Frankreich) macht mich nervös.“ Unter Borussismus verstand er ein zur Ideologie degeneriertes Preußentum, eine „unheilvolle[] Verquickung […] von Absolutismus, Militarismus und Spießbürgerthum“ – „diese niedrigste Kulturform, die je da war“. In einem Fontane-Porträt befasste sich der Historiker Gordon A. Craig mit dessen Preußen- und Borussismus-Rezeption und trug vor, dass Fontane wahrgenommen habe, dass sich Preußen durch seine Siege von 1866 und 1870/71 zu seinem Nachteil verändert hatte und eine neue Gruppe von Karrieristen die Militär- und Verwaltungslaufbahnen beschritten. Als Indiz dieser These zitierte er eine Stelle aus Fontanes Kriegstagebüchern, worin Fontane im Jahr der Reichsgründung die jungen preußischen Leutnants und Assessoren, die in das Reichsland Elsaß-Lothringen einzogen, als „die Streber, die Abenteuerlustigen, die Rastlosen, die Ambitiösen“ beschrieb. Ferner wies Craig zur Erhärtung seiner These darauf hin, dass Fontane „den Kult der ‚Schneidigkeit‘, den die Offiziere neuen Typs pflegten“, als lächerlich und unmanierlich empfand. In einem Brief an seine Tochter schrieb Fontane 1880: „Ein Leutnant darf eben nur ein Leutnant sein und muß darauf verzichten, selbst wenn er bei den Ziethenhusaren steht, (…) ein Halbgott oder überhaupt Exzeptionelles sein zu wollen.“

## Borussische Schule

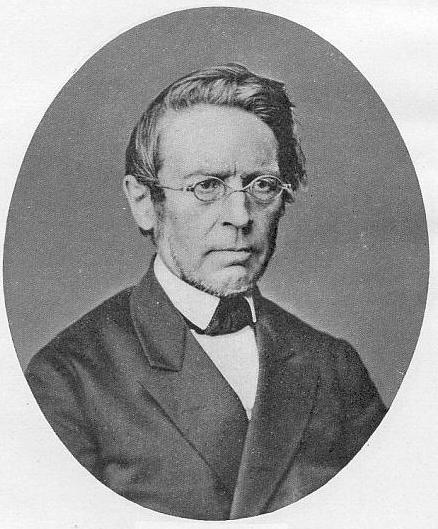
Johann Gustav Droysen, Foto

Als Geburtsstunde der sogenannten borussischen Schule der Geschichtsschreibung kann die Gründung der Zeitschrift Preußische Jahrbücher im Jahr 1857 gelten. Allerdings hatte der Historiker Ludwig Häusser in seinem Hauptwerk Deutsche Geschichte vom Tode Friedrichs des Großen bis zur Gründung des Deutschen Bundes schon 1854 die These von einem „deutschen Beruf“ Preußens vertreten, und Droysen hatte in seiner Geschichte der preußischen Politik wesentliche Merkmale des borussischen Geschichtsbildes bereits 1855 akzentuiert: eine deutsche Aufgabe preußischer Herrscher seit dem 15. Jahrhundert (der „deutsche Beruf“ Preußens), eine Identität von preußischen und deutschen Interessen, eine Notwendigkeit stetiger Machtsteigerung des Hohenzollernstaates als Weg zum eigentlichen Ziel, der deutschen Einheit, eine Vorrangstellung des Staates vor individuellen Interessen oder ethischen Erwägungen und ein Vorrang der Macht vor dem Recht.
Die Wortführer dieses Geschichts- und Staatsbildes waren neben Droysen vor allem Sybel und Treitschke. Sie beriefen sich methodisch auf den Historiker Leopold von Ranke und konzentrierten sich auf Phänomene wie den Staat, die Politik der großen Mächte sowie Kriegs- und Kabinettsentscheidungen. Doch lehnten sie Rankes Konzept von der „objektiven“ Geschichtsschreibung, die ihren Zweck in sich selbst habe, ab. Stattdessen betrieben sie Geschichtsschreibung in der Auffassung, eine politisch-erzieherische Aufgabe zu erfüllen und öffentliche Interessen zu vertreten. Das Selbstverständnis der borussischen Schule, ihre Verbindung aus politischem Engagement und historisch-kritischer Methode, versuchte Droysen 1868 in seinem Werk Grundriss der Historik in die Form einer Theorie zu bringen. Im Ergebnis ihrer nationalistischen und etatistischen Welt- und Geschichtsanschauung erzählte die borussische Schule die deutsche Geschichte als einen folgerichtigen Prozess, der geradewegs und vorherbestimmt auf die Reichsgründung von 1870/71 zulief. Im Sybel-Ficker-Streit opponierte der Historiker Julius Ficker gegen die teleologische Tendenz der borussischen Schule, die deutsche Geschichte – insbesondere das Mittelalter und die Italienpolitik römisch-deutscher Kaiser – aus dem Blickwinkel eines tagespolitischen Strebens nach Herstellung eines deutschen Nationalstaats zu beurteilen.
Im Zuge der Reinstitutionalisierung und Neuorientierung der westdeutschen Geschichtswissenschaft nach dem Zweiten Weltkrieg wurden der Borussismus, seine Deutungsmuster und Akteure als „borussische Schule“ problematisiert und bekämpft sowie eine „Revision des deutschen Geschichtsbildes“ und eine „Entgiftung“ von Geschichtsbüchern gefordert. Als einer der ersten Historiker betrachtete Friedrich Meinecke in seinem 1946 veröffentlichten Buch Die deutsche Katastrophe den Nationalsozialismus als Ergebnis vorangegangener Entwicklungen, die er mit den Begriffen „Borussismus“ und „Militarismus“ bezeichnete. Eine Führungsrolle im Prozess der Kritik und Aufarbeitung der „borussischen“ Historiografie nahm das 1950/1951 in Mainz gegründete Institut für Europäische Geschichte ein. Von einem Geschichtsbild des „borussisch-neudeutschen Nationalismus, dessen gesinnungsmilitaristische und machtselige Haltung […] Treitschke gleichsam stellvertretend für die ganze Generation der kleindeutschen Historiker“ vorgetragen habe, sprach 1968 Heinz-Otto Sieburg.

## Kettelers Definition

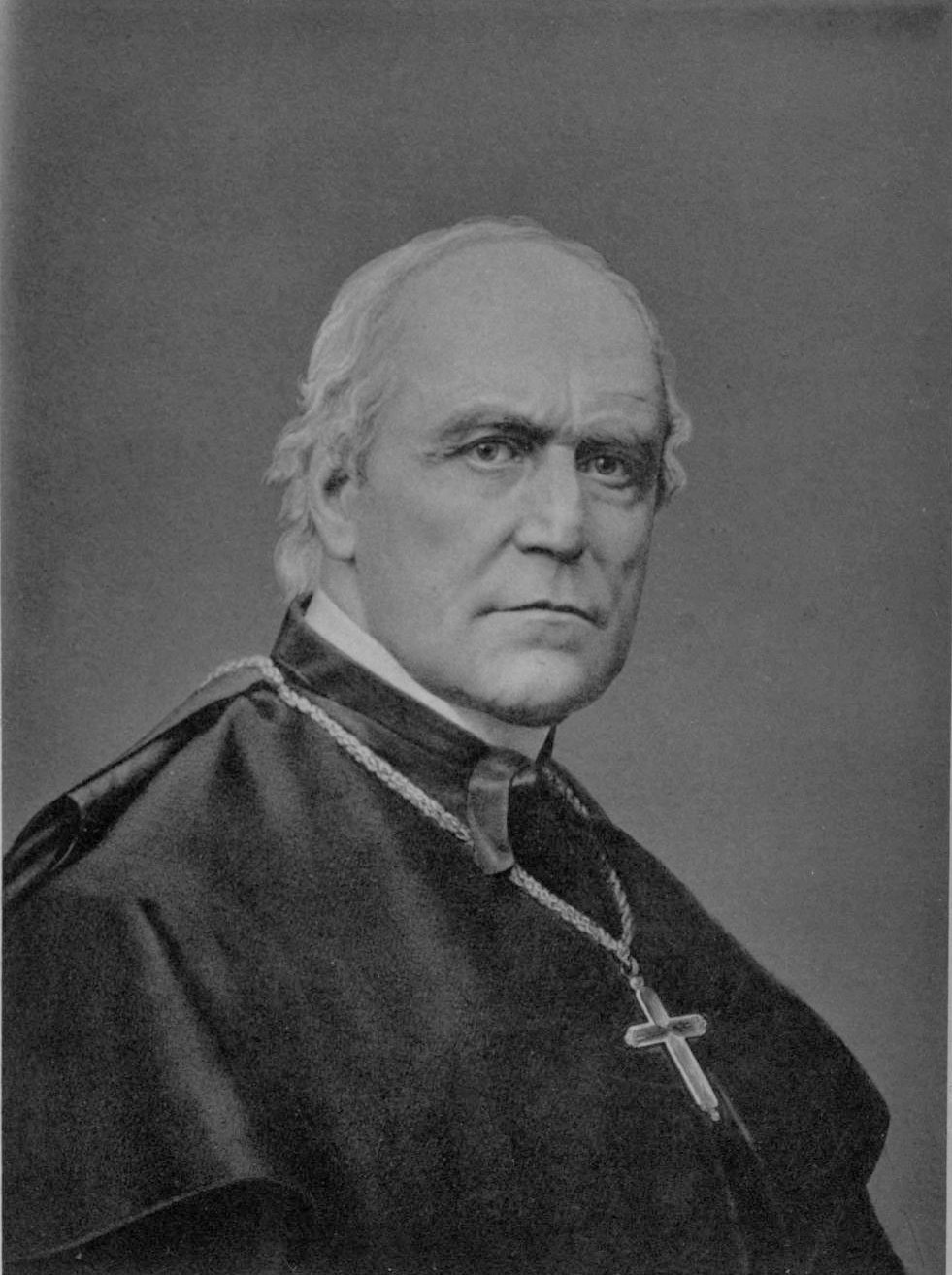
Wilhelm Emmanuel von Ketteler, Foto

In der im Januar 1867 fertiggestellten Schrift Deutschland nach dem Kriege schrieb Ketteler:

„Unter Borussianismus verstehen wir nämlich eine fixe Idee über den Beruf Preußens, eine unklare Vorstellung einer Preußen gestellten Weltaufgabe, verbunden mit der Ueberzeugung, daß dieser Beruf und diese Aufgabe eine absolut nothwendige sei, die sich mit derselben Nothwendigkeit erfüllen müsse, wie der losgelöste Fels herabrollt, und daß es daher unstatthaft sei, diesem Weltberufe sich im Namen des Rechtes oder der Geschichte entgegenzustellen. Bei den Anhängern des Borussianismus steht dieser Beruf Preußens obenan, höher als alle Rechte, und Alles, was sich ihm entgegenstellt, ist deßhalb Unrecht. Er vollzieht sich mit absoluter innerer Nothwendigkeit. Der Inhalt dieses Berufes Preußens ist nach der Stellung der Anhänger dieser Richtung sehr verschieden. Ist der Mann dieser Richtung ein Diener des Königs, so denkt er dabei an die Oberherrschaft eines absoluten preußischen Königthums; ist er Soldat, an einen preußischen Militärstaat mit seinem Kriegsherrn; ist er Büreaukrat, an eine Glorificierung des preußischen Bürokratismus; ist er Prediger, an die Verbreitung des Protestantismus unter Führung des preußischen Königthums; ist er endlich ein Fortschrittsmann, an den Sieg seiner Partei unter der preußischen Spitze, wo dann die königliche Spitze natürlich nur so lange benutzt werden soll, als sie ein Mittel für die Parteizwecke ist; sie alle aber, so verschieden im übrigen ihre Ansichten sind, machen daraus eine fixe Idee, einen Beruf Preußens, der sich erfüllen müsse und mehr als alles anderes berechtigt sei, sich zu erfüllen. Der Borussianismus ist daher Doctrinarismus im höchsten Grade; er ist ein abstractes System; er ist deßhalb auch im eigentlichen Sinne ein willkürliches Phantasiegebilde. Seinen dankbarsten Boden hat er dieser seiner Natur nach auch bei den Professoren und in den Logen.“